# 21529 Johnjames
A 21529 Johnjames (ideiglenes jelöléssel 1998 MF37) a Naprendszer kisbolygóövében található aszteroida. A LINEAR projekt keretében fedezték fel 1998. június 26-án.